# Уранбаш
Уранбаш — посёлок в Октябрьском районе Оренбургской области. Административный центр Уранбашского сельсовета.

## История
В 1966 г. Указом Президиума ВС РСФСР поселок центральной усадьбы совхоза «Уранбаш» переименован в Уранбаш.

## Население
| 2010 |
| ---- |
| 632  |